# Фторид магния
Фторид магния — бинарное неорганическое соединение магния и фтора с формулой MgF2. Бесцветные диамагнитные тетраэдрические кристаллы.

## Получение
- Непосредственно из элементов, сжигая магний в атмосфере фтора:

{\displaystyle {\mathsf {Mg+F_{2}\ {\xrightarrow {\ }}\ MgF_{2}}}}
- Действуя плавиковой кислотой на оксид магния, его гидроксид, карбонат или галогенид:

{\displaystyle {\mathsf {MgO+2\ HF\ {\xrightarrow {\ }}\ MgF_{2}+H_{2}O}}}
{\displaystyle {\mathsf {Mg(OH)_{2}+2\ HF\ {\xrightarrow {\ }}\ MgF_{2}+2\ H_{2}O}}}
{\displaystyle {\mathsf {MgCO_{3}+2\ HF\ {\xrightarrow {\ }}\ MgF_{2}+CO_{2}\uparrow +H_{2}O}}}
{\displaystyle {\mathsf {MgCl_{2}+2\ HF\ {\xrightarrow {\tau ^{o}C}}\ MgF_{2}+HCl\uparrow }}}
- Обменными реакциями, используя плохую растворимость фторида магния:

{\displaystyle {\mathsf {MgCl_{2}+2\ NH_{4}F\ {\xrightarrow {\ }}\ MgF_{2}\downarrow +2\ NH_{4}Cl}}}

## Физические свойства
Фторид магния образует бесцветные диамагнитные кристаллы тетрагональной сингонии, пространственная группа P 4/mnm, параметры ячейки a = 0,4625 нм, c = 0,3052 нм, Z = 2.
При температуре 857°С переходит в другую тетрагональную фазу.
Флуоресцирует фиолетовым цветом, плохо растворяется в воде и ацетоне.

## Химические свойства
- Хорошо растворяется в растворах фторидов и сульфатов щелочных металлов с образованием комплексных анионов:

{\displaystyle {\mathsf {MgF_{2}+2\ NaF\ {\xrightarrow {\ }}\ Na_{2}[MgF_{4}]}}}

## Применение
- Фторид магния прозрачен в диапазоне длин волн от 0,120 мкм (вакуумный ультрафиолет) до 8,0 мкм (инфракрасное излучение), поэтому его используют для изготовления линз и призм в специальных оптических системах.
- Компонент флюсов, стекол, керамики, эмалей, катализаторов, смесей для получения искусственной слюды и асбеста; оптический и лазерный материал.